# Vemhesség
A vemhesség annak a  nőnemű állatnak az állapota, amely meg van termékenyítve, vagyis amelyben magzat fejlődik.
A vemhes állatot jobban kell táplálni, mint a meddőt, és mindent mellőzni kell, amitől elvetélhet. Előírt kötelezettség, hogy vemhes állatokat az ellést követő diagnosztikai vizsgálatok eredményéig kell megfigyelés alatt, elkülönítőben tartani.

## Brehm: Az állatok világa
Brehm az állatok világa című művében az alábbiakat írja az állatok vemhességéről:

„A vemhesség ideje elég hosszú ideig tart, ezt követően a fiatalok táplálása és felnevelése is elég gondot ad, s így nem lehet csodálkozni, hogy a kölykök száma általában véve kevés. Egész rendekre (majmok, félmajmok, patások, tengeri emlősök) jellemző szabály, hogy rendesen csak egy fiat szülnek. Több mint 20–24 kölyköt (például a disznó) egy emlős sem szül egyszerre, bár a 8–10-es szám is elég gyakori. Az újszülöttek száma attól is függ, hogy milyen fejletten jön a kölyök a világra és mily módon szerzi meg anyja a táplálékot; a ragadozó nagyon fejletten születik, s már egy néhány óra mulva követheti anyját; az erszényes emlős jó ideig a hasán lévő bőrráncban – erszényében – hordja fiait.”

## Vemhességi idő
A különböző emlősök vemhességi ideje nagyon különböző:
- Vörös óriáskenguru: 33 nap
- Hiúz: 70 nap
- Macska: 58 – 67 nap
- Kutya: 58 - 68 nap
- Leopárd: kb. 3 hónap
- Ló 11 - 12 hónap
- Szarvasmarha: 285 nap[3]
- Juh 5 hónap (Pallas),
- Sertés: 115 nap [3]
- Elefánt: 22 hónap[4]